# Sondrio (tỉnh)
Tỉnh Sondrio (Tiếng Ý: Provincia di Sondrio) là một tỉnh ở vùng Lombardy của Italia. Tỉnh lỵ là thành phố Sondrio.
Tỉnh này có diện tích 3.212 km², tổng dân số là 176.856 người năm 2001. Có 78 đô thị ở tỉnh này, với dân số chênh lệch từ Sondrio (21.790 người) cho đến Pedesina (34 người) và diện tích từ Valdidentro (244,41 km²) đến Poggiridenti (2,93 km²) (nguồn: Viện thống kê quốc gia ItaliaIstat, see  Lưu trữ ngày 7 tháng 8 năm 2007 tại Wayback Machine).
Tỉnh này giáp với tổng Grisons của Thụy Sĩ về phía bắc và tây, các tỉnh Como và Lecco về phía tây, các tỉnh Bergamo và Brescia về phía nam và vùng Trentino-Alto Adige/Südtirol về phía đông.